# 亨利·格雷
亨利·格雷（英文：Henry Gray，1827年—1861年）是一位英國已故外科醫師與解剖學學家，因其經典教科書《格雷氏解剖學》而著稱，於25歲時獲選為英國皇家學會會員，於34歲因感染天花逝世。

## 生平
1827年，格雷生於英國倫敦的貝爾戈維亞。1845年，他以一個醫學生的身分進入了聖喬治醫院工作。認識他的人描述他是最認真且最有條理的工作人員。他學解剖時仔細而緩慢，他的學習不是為別人，而是為了自己的喜好。
1848年，當格雷還是個學生時，他就因論文《以其他脊椎動物比較解剖學角度來闡明人眼及其附屬物的神經連結、分支及起源》拿到英格兰皇家外科医学院的獎學金，為期三年。1852年，格雷才剛滿25歲，他就被獲選為皇家学会的會員。隔年，他又以論文《脾臟的構造與功用》獲得了阿斯特利·庫柏獎，獎金有300畿尼。
1858年，格雷出版了第一版《格雷氏解剖學》，共750頁，363幅圖。這些圖都出自於他的好友亨利·芬戴克·卡特（Henry Vandyke Carter）之手，卡特是聖喬治醫院的醫學繪圖員，技術相當精湛。卡特的繪圖為版畫，這些精巧的繪圖毫無疑問地是本書成功的主因之一。此版被班傑明·柯林斯·布魯迪爵士（Sir Benjamin Collins Brodie, Bart, FRS, DCL）用為專書。第二版在1860年出版，還是叫做《格雷氏解剖學》，並為醫學生廣泛採用。
格雷之後擔任了博物館館長、聖喬治醫院解剖學講師。1861年，成為助理外科醫師候選人。

## 死亡
格雷後來在探望其疼愛的外甥時不幸染上了天花，並於1861年6月13日病逝，得年僅34歲，葬於聖詹姆斯和海格特公墓。
然而，他的外甥最後存活了下來。

## 外部連結
- Gray's Anatomy, 20th edition (1918)（页面存档备份，存于）
- First American edition of Gray's Anatomy (Philadelphia, 1859) Archive.today的存檔，存档日期2012-07-17